# Ibad Muhamadu
Ibad Muhamadu (Amsterdam, 22 februari 1982) is een Nederlands voormalig voetballer. 
Muhamadu is de zoon van een Ghanese vader en een Surinaamse moeder. Tijdens z'n jeugd verhuisden ze van de Nederlandse hoofdstad naar Hoorn, waar hij ging voetballen bij Always Forward en Hollandia, alsook de junioren van AZ. Op zijn zestiende kreeg hij een profcontract bij FC Twente en verbleef er bij een gastgezin, bij onder anderen Romeo Zondervan. Hij maakte er zijn debuut onder coach Johnny van 't Schip. Toen René Vandereycken trainer werd, raakte hij uit beeld en werd uitgeleend aan Cambuur Leeuwarden. Het seizoen daarop speelde hij bij MVV.
Na twee seizoenen bij MVV te hebben gespeeld, vertrok hij naar België, waar hij voor Cercle Brugge ging spelen. Hier kon hij, door gebrek aan resultaat, geen basisplaats veroveren en werd daarom in het seizoen 2006/07 verhuurd aan FC Dordrecht. Hier speelt hij wel regelmatig en maakt samen met collega-spits Cecilio Lopes veel doelpunten. Door zijn goede spel tekende hij in januari 2007 een contract voor 2,5 jaar. In mei 2008 tekende hij een eenjarig contract bij Willem II. Zijn eerste doelpunt voor de Tricolores maakte hij in de derby uit tegen NAC Breda (1-3).
In juni 2009 tekende hij bij Dynamo Dresden. Vanwege de geboorte van zijn dochter keerde hij eind augustus terug naar Nederland om weer voor FC Dordrecht te gaan spelen. Op 18 maart 2010 werd bekend dat speler en club hun contract per direct ontbonden hadden. Hij staat nu onder contract bij Helmond Sport.
Op 14 april werd bekend dat hij voor twee jaar heeft getekend bij amateurclub Spakenburg. 
Na een carrière van 12 jaar stopte hij in 2013 met voetballen. 